# مقارنة بين تشرنوبيل والانبعاثات الإشعاعية الأخرى
تقارن هذه المقالة بين إطلاق النشاط الإشعاعي وتحلله الناجم عن كارثة تشيرنوبيل مع العديد من الأحداث الأخرى التي تضمنت إطلاق نشاط إشعاعي غير خاضع للسيطرة.

## تشيرنوبيل مقارنة بالإشعاع الخلفي

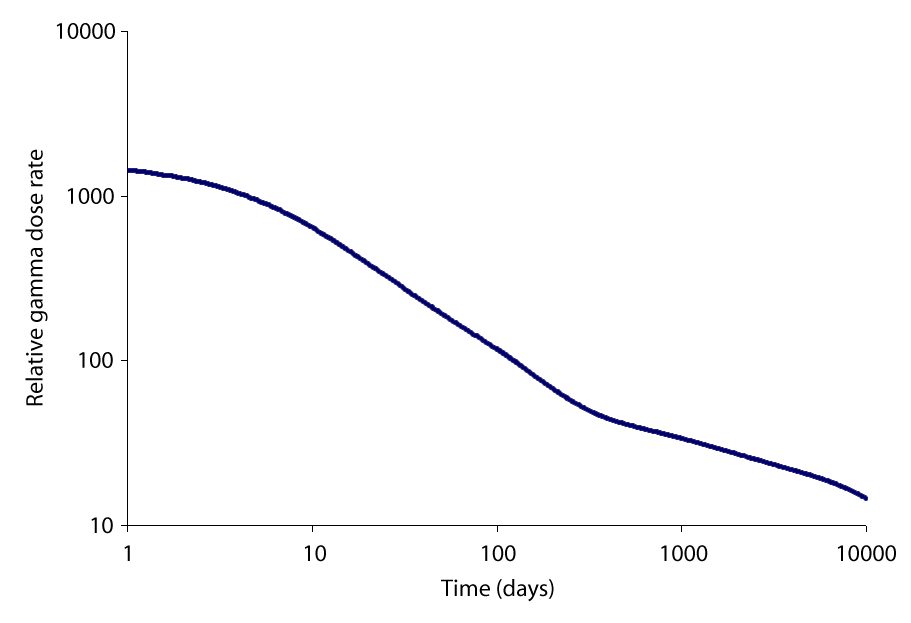
الجرعة النسبية الخارجية لأشعة جاما لشخص في العراء بالقرب من موقع كارثة تشيرنوبيل. تساهم منتجات الانشطار متوسطة العمر مثل السيزيوم 137 في جرعة جاما بأكملها تقريبًا الآن بعد مرور عدة عقود من الزمن، انظر الصورة المقابلة.

المساهمات النسبية للنويدات الرئيسية في التلوث الإشعاعي للهواء بعد الحادث. تم رسمها باستخدام البيانات من تقرير منظمة التعاون الاقتصادي والتنمية والطبعة الثانية من "دليل الكيمياء الإشعاعية".

تنتشر المصادر الطبيعية للإشعاع في البيئة، وتأتي من الأشعة الكونية، ومصادر الغذاء (يحتوي الموز على مصدر مرتفع بشكل خاص بسبب البوتاسيوم-40 ولكن جميع الأطعمة تحتوي على الكربون وبالتالي الكربون-14)، وغاز الرادون، والجرانيت والصخور الكثيفة الأخرى، وغيرها. تُستخدم أحيانًا الجرعة المكافئة للموز في التواصل العلمي لتوضيح مستويات مختلفة من الإشعاع المؤين. تبلغ الجرعة الخلفية الإشعاعية الجماعية للمصادر الطبيعية في أوروبا حوالي 500 ألف زيفرت سنويًا. وتقدر الجرعة الإجمالية من تشيرنوبيل بنحو 80 ألف زيفرت، أو ما يقرب من سدس الجرعة.  ومع ذلك، تلقى بعض الأفراد، وخاصة في المناطق المجاورة للمفاعل، جرعات أعلى بكثير.
كان من الممكن اكتشاف إشعاعات تشيرنوبيل في كافة أنحاء أوروبا الغربية. تراوحت الجرعات المتوسطة المستلمة من 0.02 ملي ريم (البرتغال) إلى 38 ملي ريم (أجزاء من ألمانيا). 

## تشيرنوبيل مقارنة بالقنبلة الذرية
توفي عدد أقل بكثير من الناس نتيجة مباشرة لحادثة تشيرنوبيل مقارنة بالوفيات الفورية الناجمة عن الإشعاع في هيروشيما. من المتوقع أن تؤدي كارثة تشيرنوبيل في النهاية إلى ما يصل إلى 4000 حالة وفاة بسبب السرطان، في وقت ما في المستقبل، وفقًا لمنظمة الصحة العالمية، وستخلق حوالي 41,000 حالة سرطان إضافية وفقًا للمجلة الدولية للسرطان، واعتمادًا على العلاج، لا تؤدي جميع أنواع السرطان إلى الوفاة.  بسبب الاختلافات في نصف العمر، تخضع منتجات الانشطار المشعة المختلفة للتحلل الأسّي بمعدلات مختلفة. ومن ثم فإن التوقيع النظيري لحدث يتضمن أكثر من نظير مشع سيتغير مع مرور الوقت.
"بالمقارنة مع الأحداث النووية الأخرى: أدى انفجار تشيرنوبيل إلى ضخ مواد مشعة في الغلاف الجوي للأرض أكثر بـ 400 مرة من القنبلة الذرية التي ألقيت على هيروشيما؛ ويقدر أن اختبارات الأسلحة الذرية التي أجريت في الخمسينيات والستينيات من القرن الماضي قد أدت إلى ضخ مواد مشعة في الغلاف الجوي أكثر بـ 100 إلى 1000 مرة من حادث تشيرنوبيل."
تميل الإشعاعات المنبعثة من تشيرنوبيل إلى أن تستمر لفترة أطول من تلك المنبعثة من تفجير قنبلة، وبالتالي فإنه من غير الممكن إجراء مقارنة بسيطة بين الحدثين. وبالإضافة إلى ذلك، فإن جرعة الإشعاع الموزعة على مدى سنوات عديدة (كما هي الحال في تشيرنوبيل) أقل ضرراً بكثير من نفس الجرعة التي نتلقاها خلال فترة قصيرة.
الحجم النسبي للتسرب من تشيرنوبيل عند مقارنته بالتسرب الناجم عن انفجار أرضي افتراضي لقنبلة مماثلة لقنبلة الرجل البدين المسقطة على ناغازاكي.
| النظير            | النسبة بين الإطلاق الناتج عن قنبلة الرجل البدين وحادثة تشيرنوبيل |
| ----------------- | ---------------------------------------------------------------- |
| سترونتيوم-90 90Sr | 1:87                                                             |
| سيزيوم-137 137Cs  | 1:890                                                            |
| يود-131 131I      | 1:25                                                             |
| زينون 133 133Xe   | 1:31                                                             |

مقارنة بين معدلات جرعة جاما الناجمة عن حادثة تشيرنوبيل والسلاح النووي الافتراضي.
|  |  |  |

تم إنشاء الرسم البياني لمعدل الجرعة كدالة للوقت لتساقط القنبلة باستخدام طريقة مماثلة لطريقة إيماناكا وفوكوتاني وياماموتو وساكاجوتشي وهوشي، أبحاث الإشعاع، 2006، 47، الملحق A121-A127. يظهر الرسم البياني نفس الشكل الذي تم الحصول عليه في الورقة. الرسم البياني لتساقط القنبلة هو لانفجار أرضي لقنبلة بلوتونيوم تعتمد على الانفجار الداخلي والتي تحتوي على عائق من اليورانيوم المنضب. وقد افترض أن الانشطار حدث بسبب نيوترونات بقوة 1 ميجا إلكترون فولت، وأن 20% منه حدث في العبث باليورانيوم 238 في القنبلة. وقد افترض، من أجل التبسيط، عدم حدوث فصل عمودي للنظائر بين التفجير وترسب النشاط الإشعاعي. تم تصميم النظائر التالية التي تنبعث منها أشعة جاما: 131 I، 133 I، 132 Te، 133 I، 135 I، 140 Ba، 95 Zr، 97 Zr، 99 Mo، 99m Tc، 103 Ru، 105 Ru، 106 Ru، 142 La، 143 Ce، 137 Cs، 91 Y، 91 Sr، 92 Sr، 128 Sb، و 129 Sb. يتجاهل الرسم البياني تأثيرات انبعاث بيتا والحجب. تم الحصول على بيانات النظائر من الجدول الكوري للنظائر. تم حساب الرسوم البيانية لحادث تشيرنوبيل بطريقة مماثلة. لاحظ أنه في حالة حدوث تفجير نووي على ارتفاع منخفض أو انفجار أرضي يحدث تجزئة للنويدات المشعة المتطايرة وغير المتطايرة. كما تغيرت النسبة بين العناصر المختلفة المنبعثة من الحادث أثناء حادثة تشيرنوبيل كدالة للوقت. 
إن انفجار سلاح نووي على الأرض يخلق غبارًا محليًا أكثر بكثير من الانفجارات الجوية التي استخدمت في هيروشيما أو ناغازاكي. ويرجع هذا جزئيًا إلى تنشيط النيوترونات في تربة الأرض وامتصاص كميات أكبر من التربة في الكرة النارية النووية في انفجار أرضي مقارنة بالانفجار الجوي المرتفع. في الشكل أعلاه، تم إهمال تنشيط النيوترونات، ولم يتم عرض سوى جزء ناتج الانشطار من النشاط الإجمالي الناتج عن الانفجار الأرضي.

## تشيرنوبيل مقارنة بتومسك-7
إن إطلاق النشاط الإشعاعي الذي حدث في تومسك-7 (مجمع نووي صناعي يقع في سيفيرسك وليس مدينة تومسك) في عام 1993، يشكل مقارنة أخرى مع إطلاق تشيرنوبيل. أثناء أنشطة إعادة المعالجة، تسربت بعض المواد الغذائية للدورة الثانية (الجزء النشط المتوسط) من عملية استخلاص اختزالي لليورانيوم والبلوتونيوم (PUREX) في حادث يتعلق بالزيت الأحمر. وفقًا للوكالة الدولية للطاقة الذرية، تم تقدير النظائر التالية التي تم إطلاقها من وعاء التفاعل:
- 106Ru 7.9 تيرابايت بيكريل
- 103Ru 340 جيجا بيكريل
- 95Nb 11.2 تيرابايت بيكريل
- 95Zr 5.1 تيرابايت بيكريل

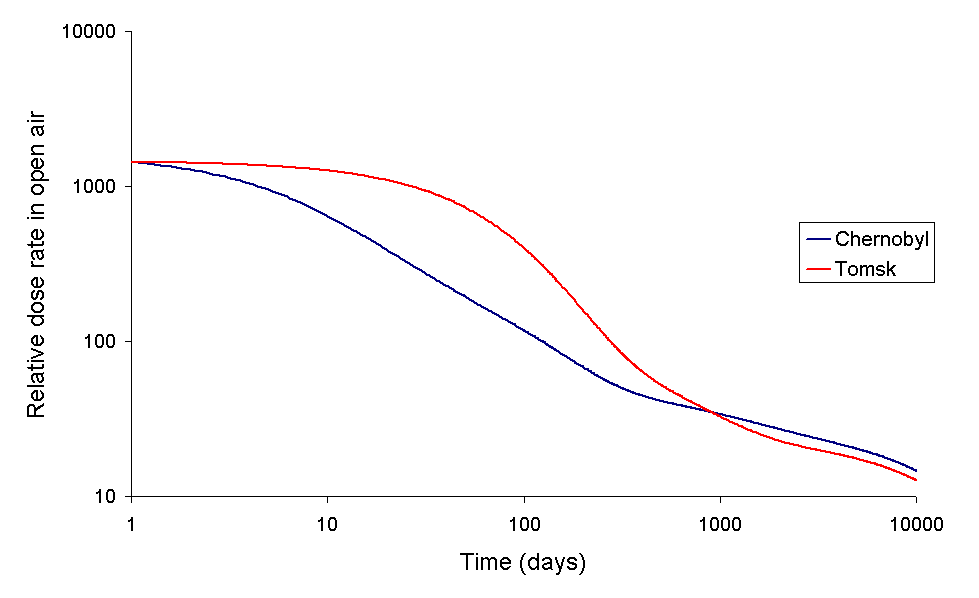
تمت التطبيع إلى نفس معدل الجرعة في اليوم الأول. (مقياس لوغاريتمي).

- 137Cs 505 جيجا بيكريل (تقدير من بيانات الوكالة الدولية للطاقة الذرية)
- 141Ce 370 جيجا بيكريل
- 144Ce 240 جيجا بيكريل
- 125Sb 100 جيجا بيكريل
- 239Pu 5.2 جيجا بيكريل

كانت النظائر قصيرة العمر للغاية مثل 140 Ba و131 I غائبة عن هذا الخليط، وكان 137Cs طويل العمر بتركيز صغير. ويرجع ذلك إلى عدم قدرته على الدخول إلى مرحلة فوسفات التريبوتيل / الهيدروكربون العضوي المستخدمة في دورة الاستخلاص السائل-السائل الأولى لعملية PUREX. الدورة الثانية عادة ما تكون مخصصة لتنظيف منتجات اليورانيوم والبلوتونيوم. في عملية PUREX، يتم استخراج بعض الزركونيوم والتكنيشيوم وعناصر أخرى بواسطة فوسفات التريبوتيل. بسبب التحلل الناتج عن الإشعاع لفوسفات التريبوتيل، فإن المرحلة العضوية في الدورة الأولى تكون دائمًا ملوثة بالروثينيوم (الذي يتم استخراجه لاحقًا بواسطة فوسفات الهيدروجين ثنائي البوتيل). وبما أن النظائر المشعة قصيرة العمر للغاية ونظائر السيزيوم طويلة العمر نسبياً إما غائبة أو موجودة بتركيزات منخفضة، فإن شكل الرسم البياني لمعدل الجرعة مقابل الوقت يختلف عن ما حدث في تشيرنوبيل، سواء بالنسبة للأوقات القصيرة أو الطويلة بعد الحادث.
وكان حجم الانبعاثات الإشعاعية في تومسك-7 أصغر بكثير، وفي حين تسبب في تلوث بيئي معتدل، فإنه لم يتسبب في أي وفيات مبكرة.

## تشيرنوبيل مقارنة بفوكوشيما دايتشي

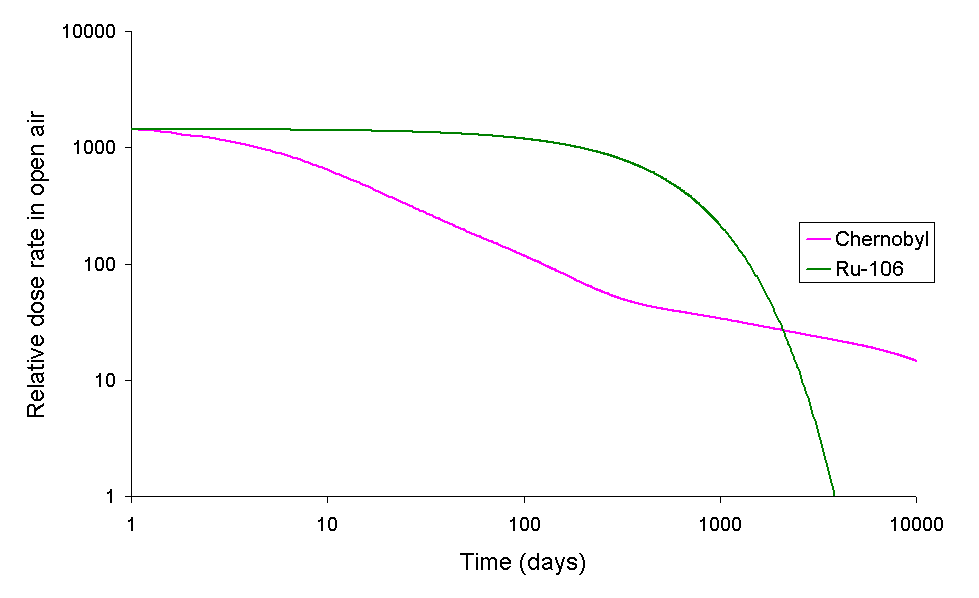
تمت التطبيع إلى نفس معدل الجرعة في اليوم الأول. (مقياس لوغاريتمي).

## تشيرنوبيل مقارنة بحادث غويانيا
على الرغم من أن كلا الحدثين أطلقا 137Cs، إلا أن التوقيع النظيري لحادث غويانيا كان أبسط بكثير.  كان عبارة عن نظير واحد يبلغ نصف عمره حوالي 30 عامًا. لإظهار كيفية اختلاف الرسم البياني للنشاط مقابل الوقت لنظير واحد عن معدل الجرعة بسبب تشيرنوبيل (في الهواء الطلق)، يتم عرض الرسم البياني المجاور مع البيانات المحسوبة لإطلاق افتراضي لـ106Ru.

## مقارنة بين حادثة تشيرنوبيل وحادثة جزيرة ثري مايل
كانت كارثة جزيرة ثري مايل رقم 2 حادثة من نوع مختلف تمامًا عن حادثة تشيرنوبيل. ومع ذلك، هناك تشابه غامض بين الحادثتين.
كانت كارثة تشيرنوبيل ناجمة عن خلل في التصميم أدى إلى انفجار بخاري أدى إلى حريق جرافيت غير مسيطر عليه، مما أدى إلى ارتفاع الدخان المشع إلى ارتفاعات عالية في الغلاف الجوي؛ وكانت كارثة ثري مايل تسربًا بطيئًا غير مكتشف - ناتجًا عن عطل فني في صمام تخفيف الضغط - مما أدى إلى خفض مستوى المياه حول الوقود النووي، مما أدى إلى تحطم أكثر من ثلثه عند إعادة تعبئته بسرعة بالمبرد.
على غرار ما حدث في تشيرنوبيل، لعب خطأ المشغل دورا في وقوع الحادث، لكنه لم يكن السبب المباشر في وقوعه. وقد تطلبت الحادثتان جهود تنظيف شاقة ومكلفة. تم إعادة تشغيل المفاعلات غير المتضررة في تشيرنوبيل وثري آيلاند واستمرت في العمل حتى عام 2000 و2019 على التوالي.
وعلى النقيض من تشيرنوبيل، لم يفشل وعاء المفاعل في ثري مايل، واحتوى على كل المواد المشعة تقريبا. لم يتم خرق الاحتواء في جزيرة ثري مايل. وفي يوم الحادث، حدث "حرق هيدروجين" صغير داخل مبنى المفاعل، لكنه لم يكن كافياً للتأثير على التشغيل الطبيعي للمفاعل.
وفي أعقاب الحادث، تم تنفيس ما يقدر بنحو 44000 كوري من الغازات المشعة - وخاصة كريبتون-85 - من التسرب إلى الغلاف الجوي من خلال مرشحات مصممة خصيصًا تحت سيطرة المشغل. وخلص تقرير حكومي إلى أن الحادث لم يتسبب في زيادة معدلات الإصابة بالسرطان بين السكان المحليين.

## تشيرنوبيل مقارنة بالحوادث الحرجة
خلال الفترة الممتدة بين بداية مشروع مانهاتن وحتى يومنا هذا، وقعت سلسلة من الحوادث التي لعبت فيها الطاقة النووية الحرجة دوراً محورياً. يمكن تقسيم الحوادث الحرجة إلى فئتين. لمزيد من التفاصيل انظر الحوادث النووية والإشعاعية. نُشرت مراجعة للموضوع في عام 2000، تحت عنوان "مراجعة الحوادث الحرجة" بواسطة مختبر لوس ألاموس الوطني (التقرير LA-13638)، مايو 2000. تشمل التغطية الولايات المتحدة وروسيا والمملكة المتحدة واليابان.

### حوادث العمليات
في الفئة الأولى (حوادث العمليات) أثناء معالجة المواد الانشطارية، وقعت الحوادث عندما تم إنشاء كتلة حرجة عن طريق الصدفة. على سبيل المثال، في تشارلزتاون، رود آيلاند، الولايات المتحدة، في 24 يوليو 1964، حدثت حالة وفاة واحدة. في محطة إعادة معالجة الوقود النووي في توكايمور باليابان، في 30 سبتمبر 1999،  حدثت حالتا وفاة وحالة تعرض زائد غير مميت نتيجة لحوادث تم فيها وضع كميات كبيرة من المواد الانشطارية في وعاء. تم إطلاق النشاط الإشعاعي نتيجة لحادث توكايمور. لم يكن المبنى الذي وقع فيه الحادث مصمما كمبنى احتواء، إلا أنه كان قادرا على تأخير انتشار النشاط الإشعاعي. وبما أن ارتفاع درجة الحرارة في وعاء التفاعل النووي كان صغيراً، فإن غالبية منتجات الانشطار بقيت في الوعاء.
تميل هذه الحوادث إلى التسبب في جرعات عالية جدًا بسبب التعرض المباشر للعمال داخل الموقع، ولكن بسبب قانون التربيع العكسي فإن الجرعة التي يتعرض لها أفراد عامة الناس تميل إلى أن تكون صغيرة جدًا. كما أن التلوث البيئي الناتج عن هذه الحوادث نادر جدًا.

### حوادث المفاعلات
في هذا النوع من الحوادث، يطلق المفاعل أو أي مجمع حرج آخر طاقة انشطارية أكبر بكثير مما كان متوقعًا، أو يصبح المجمع حرجًا في اللحظة الخطأ من الزمن. تتضمن سلسلة الأمثلة على مثل هذه الأحداث ما حدث في منشأة تجريبية في بوينس آيرس، الأرجنتين، في 23 سبتمبر 1983 (وفاة واحدة)،  وأثناء مشروع مانهاتن تعرض العديد من الأشخاص للإشعاع (تعرض اثنان، هاري داغليان ولويس سلوتين، للإشعاع مما أدى إلى وفاتهم) أثناء تجارب "دغدغة ذيل التنين". تميل هذه الحوادث إلى التسبب في جرعات عالية جدًا بسبب التعرض المباشر للعمال داخل الموقع، ولكن بسبب قانون التربيع العكسي فإن الجرعة التي يتعرض لها أفراد عامة الناس تميل إلى أن تكون صغيرة جدًا. وبالإضافة إلى ذلك، فإن التلوث البيئي الذي يحدث عادة نتيجة لهذه الحوادث قليل جدًا. على سبيل المثال، في ساروف، ظلت النشاط الإشعاعي محصوراً داخل الأجسام المعدنية الأكتينيدية التي كانت جزءاً من النظام التجريبي، وفقاً لتقرير الوكالة الدولية للطاقة الذرية (2001). حتى حادث المفاعل الثابت 1 (زيادة الطاقة في مفاعل نووي تجريبي في ولاية أيداهو، 1961) فشل في إطلاق قدر كبير من النشاط الإشعاعي خارج المبنى الذي حدث فيه.

## روابط خارجية
- بيان صحفي حول تقرير عن الحوادث الحرجة من مختبر لوس ألاموس الوطني
- قائمة الحوادث الإشعاعية
- تقرير الولايات المتحدة الأمريكية عن الحوادث الحرجة منذ عام 1971 حتى الآن